# Wahlenbergia linarioides
Wahlenbergia linarioides är en klockväxtart som först beskrevs av Jean-Baptiste de Lamarck, och fick sitt nu gällande namn av A.Dc. Wahlenbergia linarioides ingår i släktet Wahlenbergia och familjen klockväxter. Inga underarter finns listade i Catalogue of Life.